# Flavius Philippus (consul en 408)
Pour les articles homonymes, voir Flavius Philippus.
Ne doit pas être confondu avec Flavius Philippus (consul en 348).
Flavius Philippus est un homme politique romain de la fin du IVe siècle. Il est nommé consul pour l'année 408.    

## Biographie
Philippus est nommé consul posterior avec le sénateur romain Anicius Auchenius Bassus pour l'année 408. Zosime mentionne son consulat dans son Histoire nouvelle, dont il se sert comme point de repère pour dater le mariage de l'empereur romain d'Occident Honorius et de sa cousine Thermantia, fille de Stilicon et de Serena. 
Sa carrière antérieure est mal connue. D'après la Prosopographie de l'Empire romain tardif, il pourrait avoir été préfet de Rome en 391 et aurait été nommé par Honorius, de même qu'Anicius Auchenius Bassus. 
Son consulat semble avoir été reconnu dans les deux parties de l'Empire malgré les tensions entre l'Orient et l'Occident, consécutives à la tentative avortée d'intervention militaire de Stilicon en Illyrie en 407.